# Tonga na Letnich Igrzyskach Olimpijskich 1984
Reprezentacja Tongi na Letnich Igrzyskach Olimpijskich 1984 liczyła 7 osób (wyłącznie mężczyzn). Był to pierwszy start reprezentacji Tongi na Letnich Igrzyskach Olimpijskich.

## Skład kadry

### Boks
- Lisiate Lavulo - waga lekkopółśrednia - 17. miejsce
- Saikoloni Hala - waga półśrednia - 17. miejsce
- Elone Lutui - waga lekkośrednia - 9. miejsce
- Otosico Havili - waga średnia - 17. miejsce
- Fine Sani Vea - waga lekkociężka - 9. miejsce
- Tevita Taufoʻou - waga ciężka - 5. miejsce
- Viliami Pulu - waga superciężka - 5. miejsce